# Dennis Vial
Dennis Vial, född 10 april 1969, är en kanadensisk före detta professionell ishockeyback som tillbringade åtta säsonger i den nordamerikanska ishockeyligan National Hockey League (NHL), där han spelade för ishockeyorganisationerna New York Rangers, Detroit Red Wings och Ottawa Senators. Han producerade 19 poäng (4 mål och 15 assists) samt 794 utvisningsminuter på 242 grundspelsmatcher.
Vial spelade även för Binghamton Rangers och Adirondack Red Wings i American Hockey League (AHL), Columbia Inferno i ECHL, Flint Spirits och Chicago Wolves i International Hockey League (IHL), Sheffield Steelers i Ice Hockey Superleague (BISL) och Hamilton Steelhawks och Niagara Falls Thunder i Ontario Hockey League (OHL).
Han draftades av New York Rangers i sjätte rundan i 1988 års draft som 110:e spelare totalt.
Vial är farbror till Drake Batherson.

## Statistik
| 1984–1985    | Sault Ste. Marie Legion |              | 31  | 4  | 19 | 23  | 40   | —  | —  | —  | —  | —   |
| 1985–1986    | Hamilton Kilty B's      | GHL          | 27  | 11 | 7  | 18  | 215  | —  | —  | —  | —  | —   |
|              | Hamilton Steelhawks     | OHL          | 31  | 1  | 1  | 2   | 66   | —  | —  | —  | —  | —   |
| 1986–1987    | Hamilton Steelhawks     | OHL          | 53  | 1  | 8  | 9   | 194  | 8  | 0  | 0  | 0  | 8   |
| 1987–1988    | Hamilton Steelhawks     | OHL          | 52  | 3  | 17 | 20  | 229  | 13 | 2  | 2  | 4  | 49  |
| 1988–1989    | Niagara Falls Thunder   | OHL          | 50  | 10 | 27 | 37  | 227  | 15 | 1  | 7  | 8  | 44  |
| 1989–1990    | Flint Spirits           | IHL          | 79  | 6  | 29 | 35  | 351  | 4  | 0  | 0  | 0  | 10  |
| 1990–1991    | New York Rangers        | NHL          | 21  | 0  | 0  | 0   | 61   | 13 | 6  | 5  | 11 | 67  |
|              | Binghamton Rangers      | AHL          | 40  | 2  | 7  | 9   | 250  | —  | —  | —  | —  | —   |
|              | Detroit Red Wings       | NHL          | 9   | 0  | 0  | 0   | 16   | —  | —  | —  | —  | —   |
| 1991–1992    | Detroit Red Wings       | NHL          | 27  | 1  | 0  | 1   | 72   | —  | —  | —  | —  | —   |
|              | Adirondack Red Wings    | AHL          | 20  | 2  | 4  | 6   | 107  | 17 | 1  | 3  | 4  | 43  |
| 1992–1993    | Detroit Red Wings       | NHL          | 9   | 0  | 1  | 1   | 20   | —  | —  | —  | —  | —   |
|              | Adirondack Red Wings    | AHL          | 30  | 2  | 11 | 13  | 177  | —  | —  | —  | —  | —   |
| 1993–1994    | Ottawa Senators         | NHL          | 55  | 2  | 5  | 7   | 214  | —  | —  | —  | —  | —   |
| 1994–1995    | Ottawa Senators         | NHL          | 27  | 0  | 4  | 4   | 65   | —  | —  | —  | —  | —   |
| 1995–1996    | Ottawa Senators         | NHL          | 64  | 1  | 4  | 5   | 276  | —  | —  | —  | —  | —   |
| 1996–1997    | Ottawa Senators         | NHL          | 11  | 0  | 1  | 1   | 25   | —  | —  | —  | —  | —   |
| 1997–1998    | Ottawa Senators         | NHL          | 19  | 0  | 0  | 0   | 45   | —  | —  | —  | —  | —   |
|              | Chicago Wolves          | IHL          | 24  | 1  | 3  | 4   | 86   | 1  | 0  | 0  | 0  | 2   |
| 1998–1999    | Chicago Wolves          | IHL          | 55  | 1  | 4  | 5   | 213  | —  | —  | —  | —  | —   |
| 1999–2000    | Sheffield Steelers      | BISL         | 26  | 2  | 5  | 7   | 82   | 7  | 0  | 1  | 1  | 10  |
| 2000–2001    | Sheffield Steelers      | BISL         | 81  | 11 | 10 | 21  | 171  | —  | —  | —  | —  | —   |
| 2001–2002    | Columbia Inferno        | ECHL         | 68  | 8  | 11 | 19  | 137  | 5  | 0  | 0  | 0  | 4   |
| 2002–2003    | Columbia Inferno        | ECHL         | 69  | 3  | 15 | 18  | 158  | 17 | 0  | 1  | 1  | 27  |
|              | Dragons de Verdun       | LNAH         | 2   | 1  | 0  | 1   | 7    | —  | —  | —  | —  | —   |
| 2003–2004    | Columbia Inferno        | ECHL         | 54  | 5  | 15 | 20  | 101  | 4  | 0  | 0  | 0  | 20  |
| 2004–2005    | Missouri River Otters   | UHL          | 46  | 0  | 4  | 4   | 66   | —  | —  | —  | —  | —   |
|              | Richmond Riverdogs      | UHL          | 29  | 1  | 7  | 8   | 19   | —  | —  | —  | —  | —   |
| NHL totalt   | NHL totalt              | NHL totalt   | 736 | 72 | 76 | 148 | 1534 | 23 | 0  | 2  | 2  | 61  |
| LHJMQ totalt | LHJMQ totalt            | LHJMQ totalt | 195 | 70 | 81 | 151 | 892  | 35 | 13 | 13 | 26 | 198 |